# Xã Canaan, Quận Morrow, Ohio
Xã Canaan (tiếng Anh: Canaan Township) là một xã thuộc quận Morrow, tiểu bang Ohio, Hoa Kỳ. Năm 2010, dân số của xã này là 963 người.